# Лускали
Лускали (біл. Лускалы) — село в Білорусі, у Кам'янецькому районі Берестейської області. Орган місцевого самоврядування — Войська сільська рада.

## Історія
У 1930-ті роки в селі працювала філія «Просвіти», при читальні діяли художній, хоровий і танцювальний гуртки. До 1960-х років у місцевій школі викладалася українська мова.

## Населення
За переписом населення Білорусі 2009 року чисельність населення села становила 13 осіб.